# Oscarinus pseudabusus
Oscarinus pseudabusus är en skalbaggsart som beskrevs av Cartwright 1957. Oscarinus pseudabusus ingår i släktet Oscarinus och familjen Aphodiidae. Inga underarter finns listade i Catalogue of Life.